# Estádio Olímpico Monumental
O Estádio Olímpico Monumental é um estádio brasileiro de futebol situado na cidade de Porto Alegre, Rio Grande do Sul, de propriedade do Grêmio Foot-Ball Porto Alegrense, que se encontra desativado desde 2013. 
Foi utilizado de 19 de setembro de 1954, data de sua inauguração, até 17 de fevereiro de 2013, quando o clube passou a utilizar seu novo estádio, denominado Arena do Grêmio.
Em 2012 o clube anunciou que a última partida oficial seria no dia 2 de dezembro,  contra o tradicional rival Internacional, pelo Campeonato Brasileiro. Entretanto, por problemas posteriores, o Olímpico continuou a receber jogos até o início de 2013. A última partida oficial ocorreu no dia 17 de fevereiro, contra o Veranópolis, pela rodada final da Taça Piratini, primeiro turno do Campeonato Gaúcho, com vitória gremista por 1 a 0, gol de Werley.
Os planos são pela sua demolição para dar lugar a um condomínio de edifícios, em data ainda não prevista, a depender da resolução de impasses entre o clube e a Construtora OAS, uma vez que o Estádio Olímpico foi utilizado como parte do pagamento da nova casa gremista, cujos valores, financiamento e gestão ainda não foram definidos.

## História

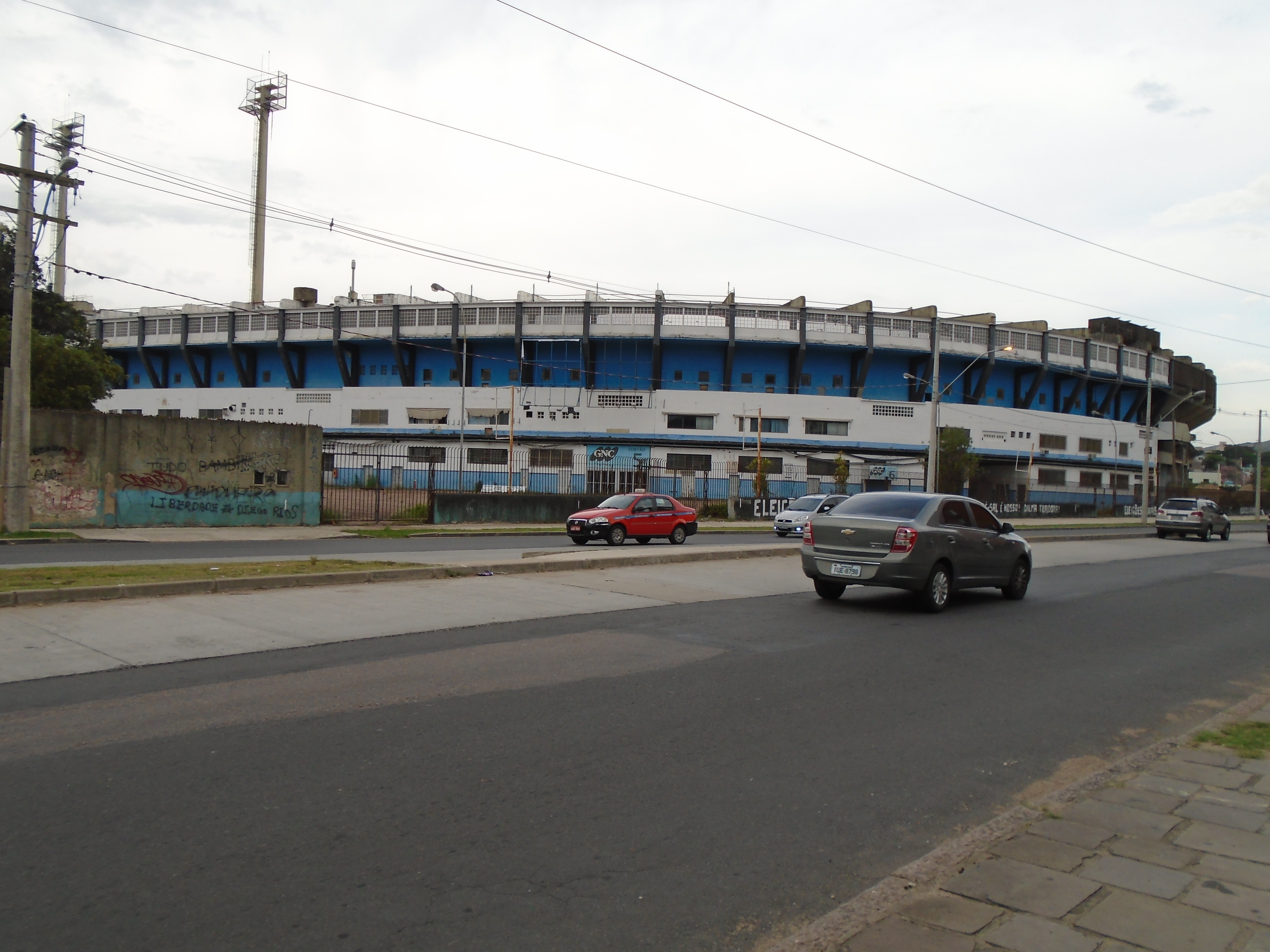
Exterior do estádio

Projetado pelo arquiteto Plínio Oliveira Almeida, vencedor do concurso realizado em 1950, foi considerado na época o maior estádio particular do mundo.
O Grêmio promoveu um torneio de inauguração, com a primeira disputada contra o Nacional de Montevidéu, com vitória gremista por 2 a 0, quando o jogador Vitor entrou para a história por marcar os primeiros gols da nova casa. Em 26 de setembro de 1954, no torneio inaugural do Olímpico, aconteceu também um Grenal. O Internacional aplicou uma goleada histórica de 6 a 2 no Grêmio. O jogo não era uma decisão, mas foi o primeiro entre as duas equipes no recém-inaugurado estádio Olímpico.

Em 1963, o estádio foi a sede da Universíada de Verão.

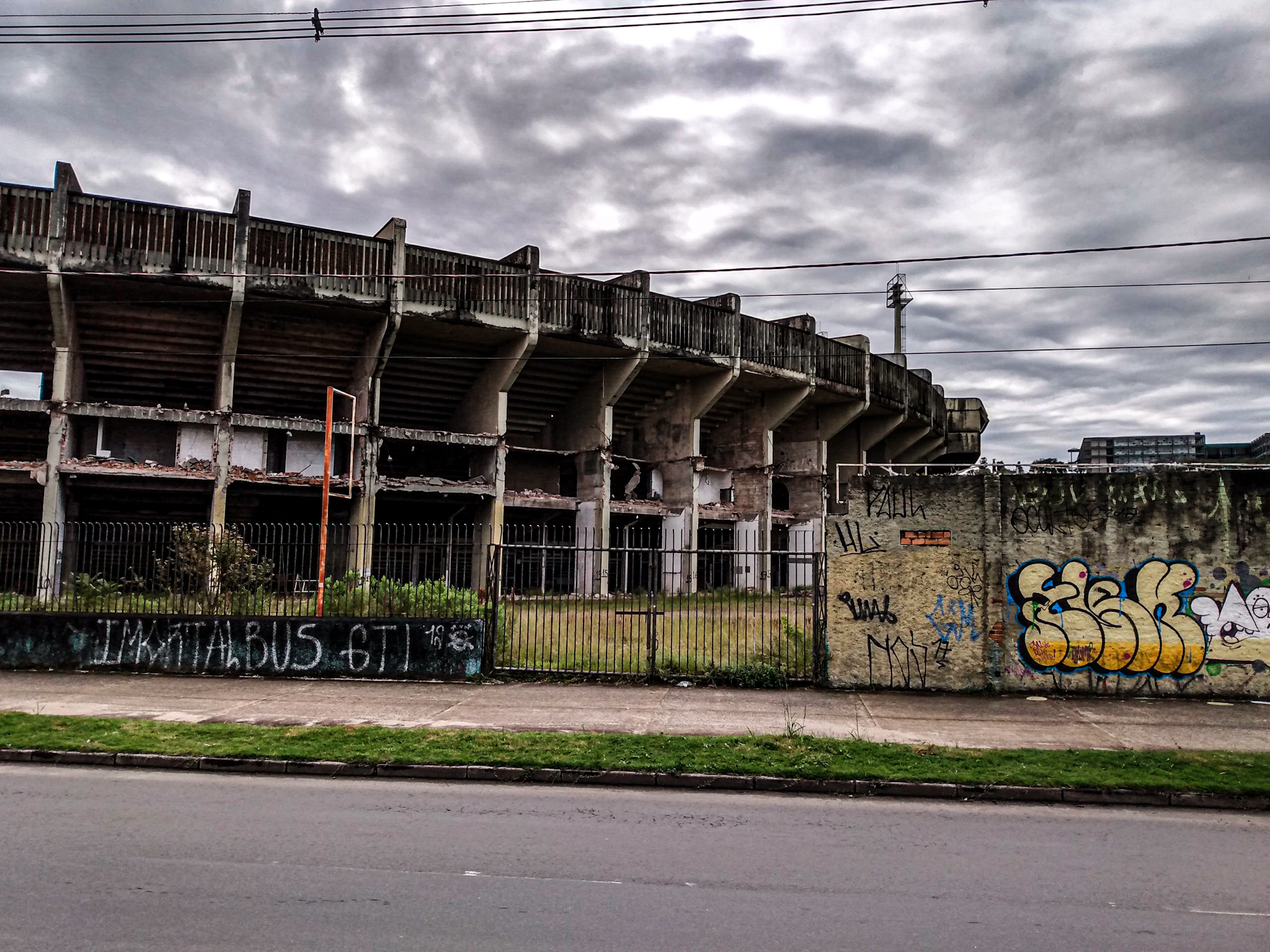
Olímpico desativado.

Na metade do ano de 1980, o Estádio Olímpico teve sua construção concluída, com o fechamento da última parte do anel superior. O projeto final, sempre coordenado pelo seu autor original, arquiteto Plínio Almeida, teve também a participação dos arquitetos e co-autores Rogério de Castro Oliveira e Fabio Boni. Desde então a casa gremista passou a ser conhecida como "Olímpico Monumental". No dia 21 de junho de 1980, uma vitória de 1 a 0 sobre o Vasco da Gama, em partida amistosa, marcou a inauguração definitiva do Olímpico.
Durante as Enchentes no Rio Grande do Sul em 2024, o Olímpico foi temporariamente reativado como um centro de coletas de doações para as vítimas da enchente.

## Características
Sua capacidade era de 46.000 pessoas. Possui dois anéis, sendo superior composto por cadeiras. Também possui em seu centro um conjunto de camarotes. A distância do gramado até a torcida é de 40,7 metros na parte da social. A altura da última fileira de cadeiras do anel superior em comparação com o gramado é de 15 metros. A distância da última fileira de cadeiras do anel superior até o gramado é de 68,83 metros. O gramado possui 105 x 68 metros, dimensão esta determinada pela FIFA em jogos de Copa do Mundo.[carece de fontes?]
Um novo placar eletrônico foi instalado no estádio, localizado na parte inferior das arquibancadas. Uma parceria do clube com uma empresa substituiu o antigo, que era composto de diversas lâmpadas e que apenas podia mostrar textos, por um novo com capacidade de gerar imagens com mais de um bilhão de cores. O equipamento possuía trinta e dois metros quadrados de área e foi desativado após a mudança do time para a nova casa.

## Dados

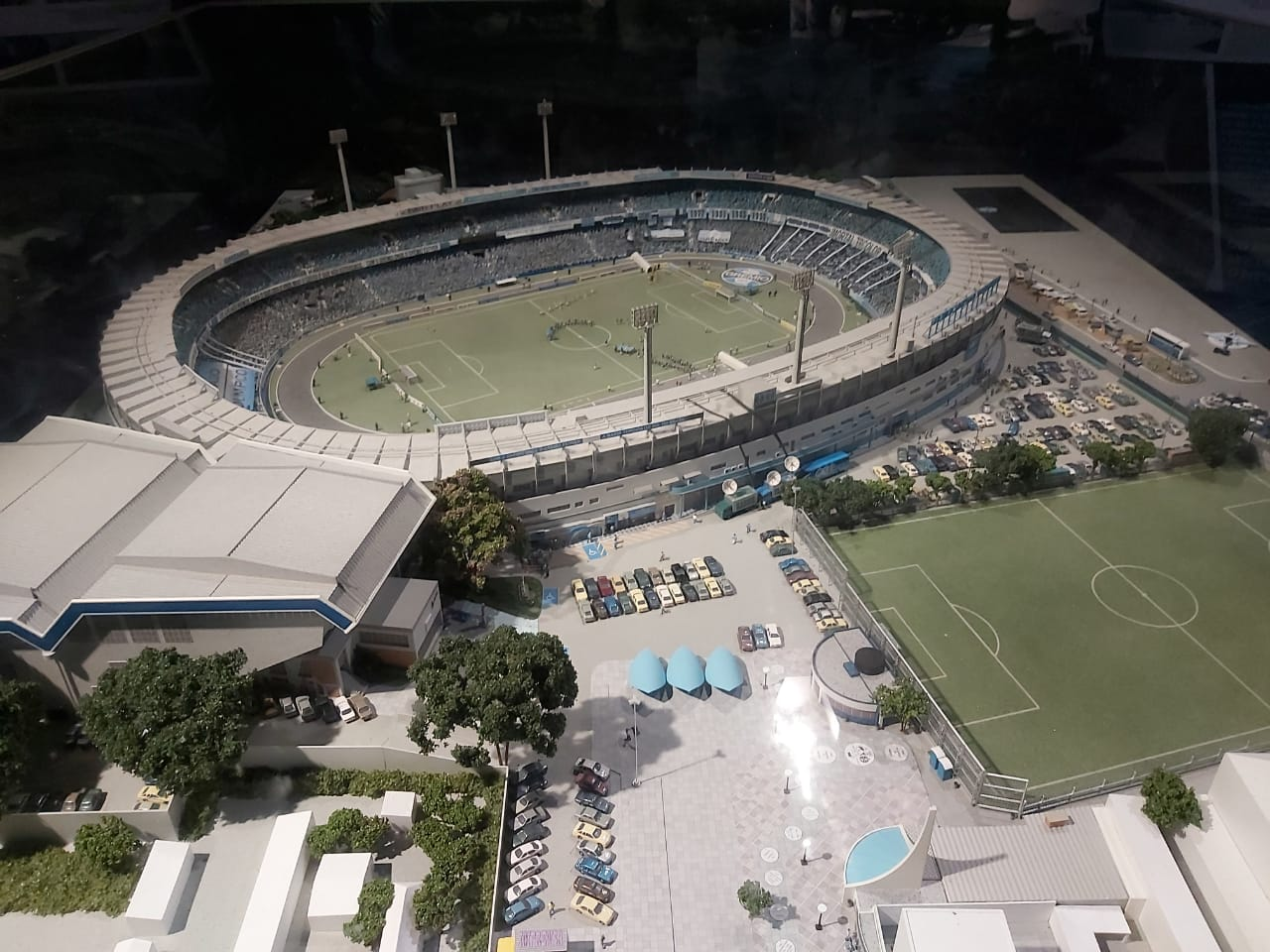
Maquete do Estádio Olímpico Monumental, no museu da Arena do Grêmio

- Nome oficial: Estádio Olímpico Monumental
- Endereço: Largo Patrono Fernando Kroeff nº 1 - Bairro Azenha - Porto Alegre
- Público recorde: 98.421 (85.721 pagantes) - 26 de abril de 1981, Grêmio 0 - 1 Ponte Preta - Campeonato Brasileiro de Futebol de 1981.[13][14][15][16]
- Camarotes: 40 camarotes com 10 lugares cada. Cinco camarotes com 20 lugares cada.
- Tribuna de honra: 140 lugares especiais.
- Setores para deficientes físicos: Lugar para 28 cadeiras de rodas e 22 acompanhantes.
- Salão Nobre do Conselho Deliberativo: Auditório com 220 lugares.
- Vestiários: Seis vestiários profissionais mais um vestiário de arbitragem. Cinco com saídas para o campo.
- Dimensões do gramado: 68 x 105m - O tamanho oficial exigido pela FIFA.
- Grama: Bermuda Green (o clube também utiliza a Raygrass Americana no inverno).
- Iluminação: Seis postes de iluminação. 20 refletores de 1500 watts em cada poste.
- Potência: 650 Lux.
- Imprensa: 26 cabines duplas fixas mais 50 cabines provisórias. Duas salas de imprensa. Duas salas para entrevistas coletivas.
- Estacionamento: 700 vagas.
- Inauguração: O Estádio Olímpico foi inaugurado no dia 19 de setembro de 1954. O jogo inaugural foi realizado entre Grêmio e Nacional de Montevideo, vitória gremista por 2 a 0. Os gols foram anotados pelo atacante Vitor que entrou para a história por ter marcado o primeiro gol do estádio gremista.
- Último jogo: O último jogo foi no dia 17 de fevereiro de 2013, pelo Campeonato Gaúcho, contra o Veranópolis, vencido pelo Grêmio por 1x0, com gol de Werley. O último gol do Olímpico em jogos do Brasileirão foi do centroavante Boliviano Marcelo Moreno, pelo Campeonato Brasileiro de 2012.

## Retrospecto do Grêmio no Estádio Olímpico
- Jogos: 1767
- Vitórias: 1159
- Empates: 381
- Derrotas: 227
- Gols Pró: 3510
- Gols Contra: 1306
- Saldo de Gols: 2204
- Maior Artilheiro: Alcindo (129 gols em 186 jogos)
- Maior Goleada Aplicada: 31/07/1977=10x0 Pelotas (Campeonato Gaúcho)
- Maior Goleada Sofrida: 14/03/1957=0x5 Santos (Amistoso)
- Adversários: 218 (64 times gaúchos , 97 times de outros Estados e 57 times estrangeiros).

## Jogos da Seleção Brasileira no Olímpico
| Data       | Jogo                  | Competição                     |
| ---------- | --------------------- | ------------------------------ |
| 28.10.1981 | Brasil 3x0 Bulgária   | Amistoso                       |
| 29.06.1987 | Brasil 1x0 Paraguai   | Amistoso                       |
| 23.12.1994 | Brasil 2x0 Iugoslávia | Amistoso                       |
| 15.08.2001 | Brasil 2x0 Paraguai   | Eliminatórias da Copa do Mundo |

## Outras sedes
O clube também conta com uma sede recreativa para sócios na Ilha Grande dos Marinheiros, a Escolinha de Futebol do Grêmio no Parque Cristal, um parque náutico as margens do Lago Guaíba e o Centro de Treinamento Hélio Dourado para as categorias de base em Eldorado do Sul.

## Concertos musicais
O Estádio Olímpico Monumental foi palco para a apresentação de diversas atrações internacionais em Porto Alegre, entre eles:
- Sting (1986)
- Rod Stewart (1984).
- Eric Clapton, com The Reptile Tour, em 10 de outubro de 2001.[20]
- Roger Waters, com In The Flesh Tour, em 12 de março de 2002.[21]
- Rush, com Vapor Trails Tour, em 20 de novembro de 2002.[22]
- Lenny Kravitz, com Baptism Tour, em 15 de março de 2005.[23]
- Madonna com The MDNA Tour, em 9 de dezembro de 2012.[24] - sendo esse o último evento ocorrido com o estádio ainda aberto.